# Campo de concentración de Sachsenhausen

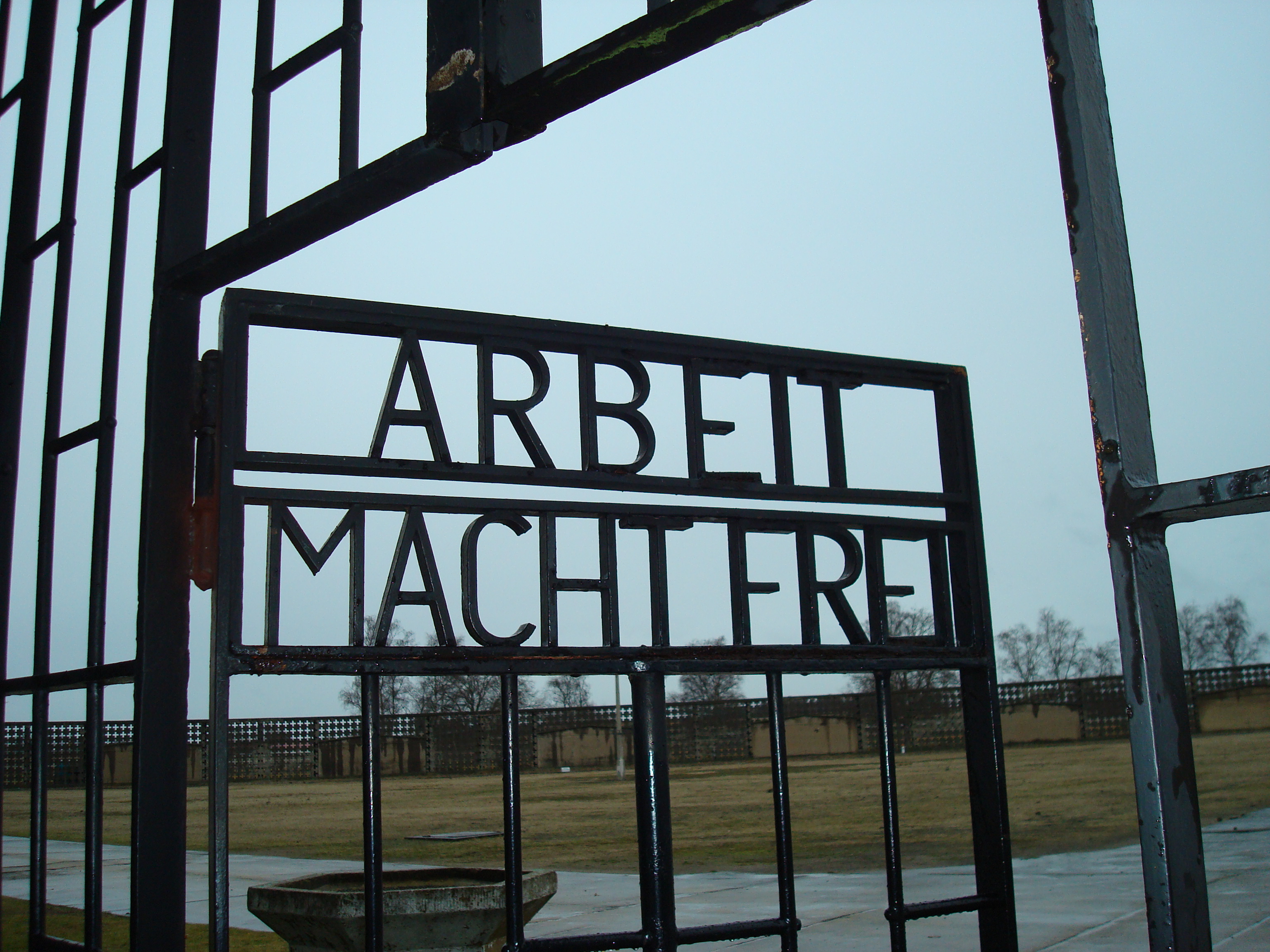
Leyenda en la puerta de entrada: «El trabajo os hará libres».

El campo de concentración de Sachsenhausen, ubicado en la población de Oranienburg, en Brandeburgo, Alemania, fue construido por los nazis en 1936 para confinar o liquidar masivamente a opositores políticos, judíos, gitanos, homosexuales, posteriormente también prisioneros de guerra y finalmente Testigos de Jehová. Aproximadamente 50 000 prisioneros de todo tipo fueron asesinados dentro del campo.
Con la ocupación soviética de Alemania Oriental, entre agosto de 1945 y la primavera de 1950, fue transformado en un campo especial del NKVD donde se recluyó a unos 60 000 presos políticos, así como a militares y funcionarios del III Reich; 12 500 de ellos murieron, en su mayoría de malnutrición y enfermedad.

## Historia

### El régimen nazi
Comenzó a funcionar el 12 de julio de 1936, cuando las SS transfirieron 50 prisioneros desde el campo de Esterwegen. En una primera fase, el campo de Sachsenhausen fue destinado principalmente a prisioneros políticos, pero desde 1938 fueron llevados allí miles de judíos, desde 1940 miles de polacos y desde 1941 miles de militares soviéticos, 18 000 de los cuales fueron fusilados. Los primeros años de Sachsenhausen fueron de concentración, no un campo de aniquilación.
Durante la guerra Sachsenhausen se expandió en un sistema de trabajo forzado en 60 subcampos, concentrados alrededor de las industrias de armamento, que utilizaba la mano de obra gratuita de los prisioneros, en la región de Berlín. Uno de los campos satélites fue el de Schwarzheide (al sur de Brandeburgo), donde los prisioneros esclavos construyeron búnkeres para los alemanes que trabajaban para la Brabag (Braunkohlen Benzin AG).

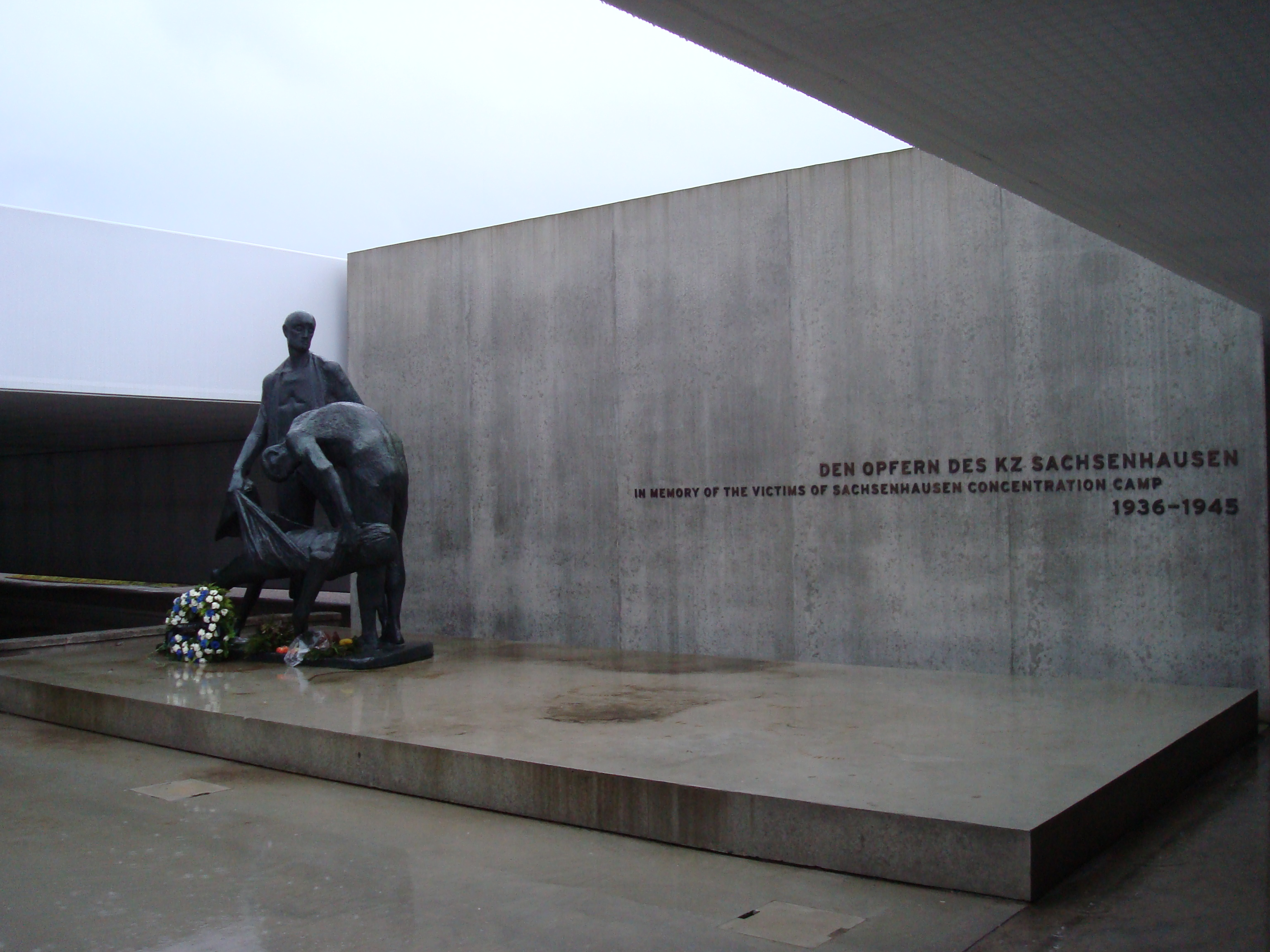
Monumento en memoria del prisionero.

Los presos también fueron sometidos a experimentos médicos. En enero de 1945 había más de 65.000 prisioneros en Sachsenhausen, entre ellos más de 13 000 mujeres. Los archivos registraron la entrada de 140 000 prisioneros durante el tiempo que funcionó el campo y reconocieron la ejecución o muerte de 30 000 prisioneros, pero en esta cifra no se incluían a miles prisioneros de guerra fusilados apenas llegaban.
En este campo de concentración fueron detenidos también varios cientos de exiliados republicanos españoles, entre los que destacan Francisco Largo Caballero y Fernando Banzo Agulló —hijo de Sebastián Banzo Urrea, primer alcalde de la Segunda República en Zaragoza—.
Antes de su inminente derrota, los nazis ordenaron trasladar a los prisioneros. Las SS dispararon contra todos aquellos incapaces de caminar. Las tropas soviéticas liberaron el campo el 22 de abril de 1945, exactamente a las 11:08 (hora que siempre marca el reloj actualmente en el campo de concentración en conmemoración a la liberación), cerca de la ciudad de Schwerin.

### Comandantes
- SS-Obersturmbannführer Michael Lippert,  julio 1936 – octubre 1936
- SS-Standartenführer Karl-Otto Koch, octubre 1936 – julio 1937
- SS-Oberführer Hans Helwig,  julio 1937 – enero 1938
- SS-Oberführer Hermann Baranowski, febrero 1938 – septiembre 1939
- SS-Sturmbannführer Walter Eisfeld, 1939–1940
- SS-Oberführer Hans Loritz, 1940–1942
- SS-Sturmbannführer Albert Sauer, 1942–1943
- SS-Sturmbannführer Anton Kaindl, 1943–1945

### La posguerra
Desde que las fuerzas soviéticas ocuparon Berlín hasta 1950, Sachsenhausen pasó a ser un campo de concentración soviético usado para represaliar tanto a supuestos colaboradores de los nazis dentro de la población civil, como a los funcionarios del gobierno nazi y antiguos militares alemanes, incluidos prisioneros de los Aliados occidentales. 

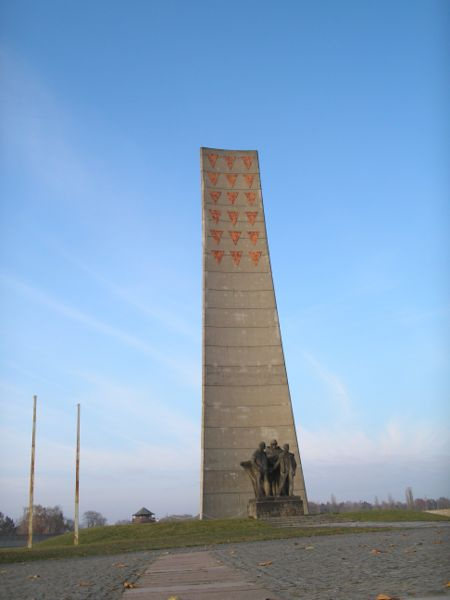
Obelisco erigido en 1961 en memoria de la liberación del campo.

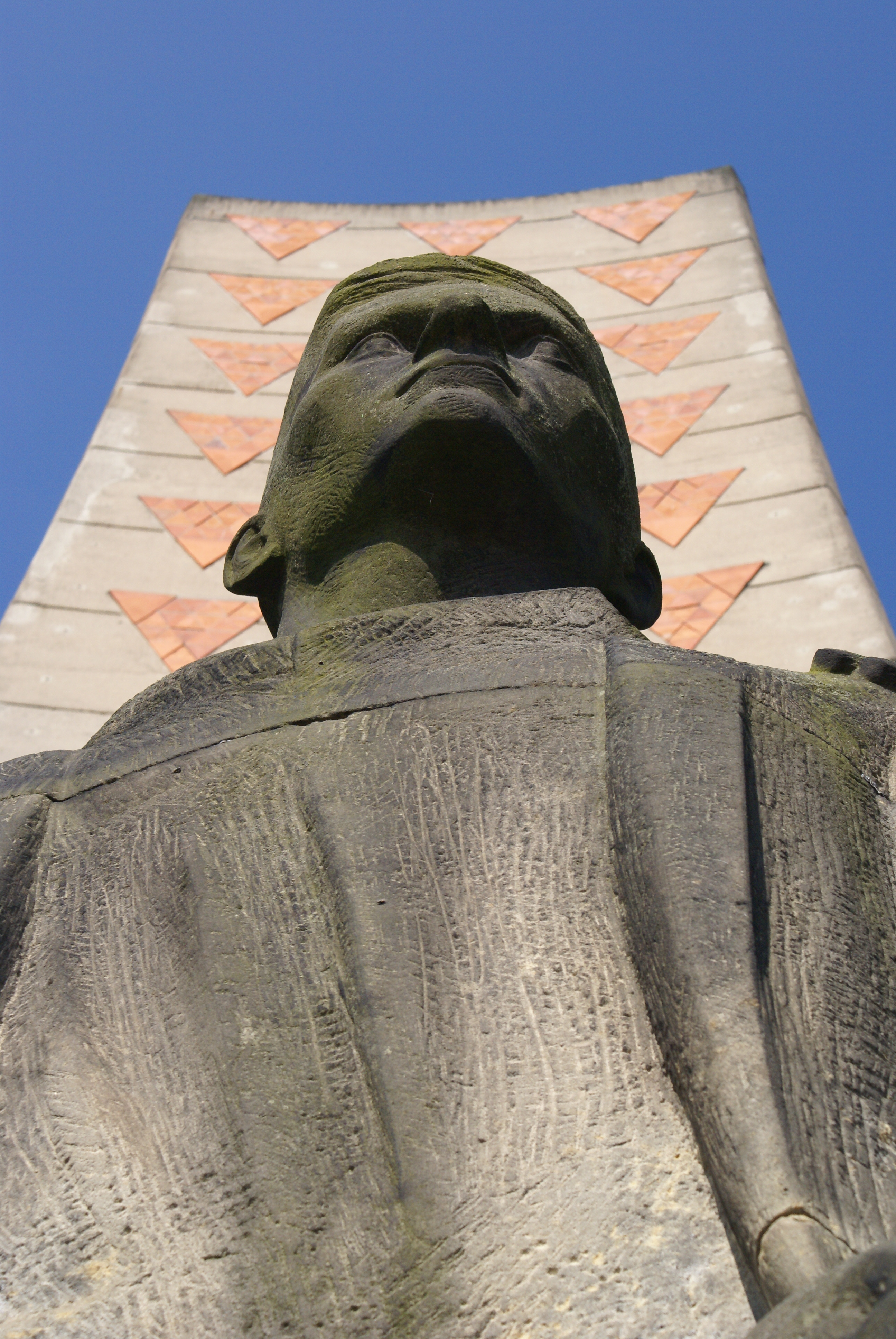
Monumento.

## Placas conmemorativas
Posteriormente el campo fue adecuado para que los visitantes pudieran conocer lo ocurrido a las víctimas del nazismo. La Unión Soviética erigió un obelisco en 1961 que muestra 18 triángulos rojos, el color asignado a los presos políticos. Debajo del obelisco se encuentra una estatua que representa a un soldado soviético liberando dos prisioneros. También hay un museo que expone la realidad que se vivió en este campo. Asimismo ofrecen tours en varios idiomas y es gratuito el acceso al campo.
En este campo de concentración murió gente de 34 países distintos. En la zona de fusilamientos podemos observar que casi todos los países han colocado una placa en memoria de los suyos que allí murieron.

## Falsificación de libras británicas y dólares
En este campo de concentración se llevó a cabo con mano de obra judía una de las falsificaciones monetarias más complicada de la historia, sorprendentemente fructuosa, llamada Operación Bernhard. Los alemanes realizaron una serie de selecciones en Auschwitz y en otros campos de concentración (Mauthausen entre otros) buscando prisioneros que conocieran oficios como fotografía, dibujo y otros relacionados con el arte de la imagen. De allí partió sin conocer su destino un grupo de 140 prisioneros judíos que habían sido seleccionados para llevar a cabo estas operaciones de falsificación. 
Con los medios tecnológicos de la época era difícil crear réplicas idénticas de un billete. Sin embargo, los conocimientos de estos prisioneros consiguieron desafiar hasta el más mínimo detalle de los billetes de libras esterlinas, como minúsculas zonas en blanco en la tinta de una letra que solo se puede apreciar mediante un microscopio, que son muestra de la veracidad del billete en cuestión. Todo el mundo consideraba auténticos estos billetes, y por tanto circularon como si fueran dinero real. Esta operación se llamó "Operación Krüger" (ver: Reinhard Heydrich).
La operación había concluido, con lo que los prisioneros debían ser enviados a Auschwitz para su exterminio. Puesto que todo judío estaba condenado a morir, y para evitar esto, pidieron permiso para continuar la operación de falsificación diferenciándose de la anterior en que ahora se iban a copiar dólares estadounidenses. El permiso para efectuar esta operación les fue concedido, con lo que pudieron alargar su vida. Siguieron fabricando billetes, solo que esta vez eran dólares. En esta ocasión no se llegaron a poner en circulación estos billetes a causa del evidente hundimiento de la Alemania nacionalsocialista. Para que no quedaran testigos de las falsificaciones, los prisioneros fueron enviados a Ebensee para ser gaseados. Fueron detectados por los soldados estadounidenses y la intervención de estos les libró de una muerte segura. Una serie de camiones alemanes vaciaron su contenido en billetes en los lagos Taupitzsee, Ebensee y en el río Enns.
En este campo se falsificaron nueve millones de billetes, valorados en 650 millones de dólares. Los billetes fueron descubiertos años más tarde por estos lagos y, debido a que los pobladores de las aldeas los encontraban y los consideraban auténticos, se pusieron a circular en toda Europa, con lo que se hizo necesario un cambio de formato de los billetes de libras esterlinas.
La pericia de este colectivo de prisioneros en el campo de la imagen y la fotografía redundó en la mayor falsificación jamás llevada a cabo en la historia de la humanidad y en la salvación de sus propias vidas. Estos hechos son relatados en la película:  Los falsificadores ganadora de un premio Oscar en 2008.

## Abusos en el campo
Los castigos en el campo llegaban a ser muy duros. Algunos tenían que hacer el "saludo de Sachsenhausen", donde un prisionero en cuclillas tenía que mantener los brazos extendidos al frente. Había una pista de marcha en todo el perímetro del patio, donde un grupo de prisioneros ("El Batallón de los patinadores") tenía que marchar sobre una variedad de superficies para probar el calzado militar, entre 25 y 40 kilómetros diarios por persona. Se podía mantener a prisioneros en aislamiento estricto con raciones mínimas y algunos podían ser suspendidos de sus muñecas atadas a la espalda ("la garrucha"). En casos como el intento de fuga, se ahorcaba al prisionero delante de todos los internos reunidos.

## Galería

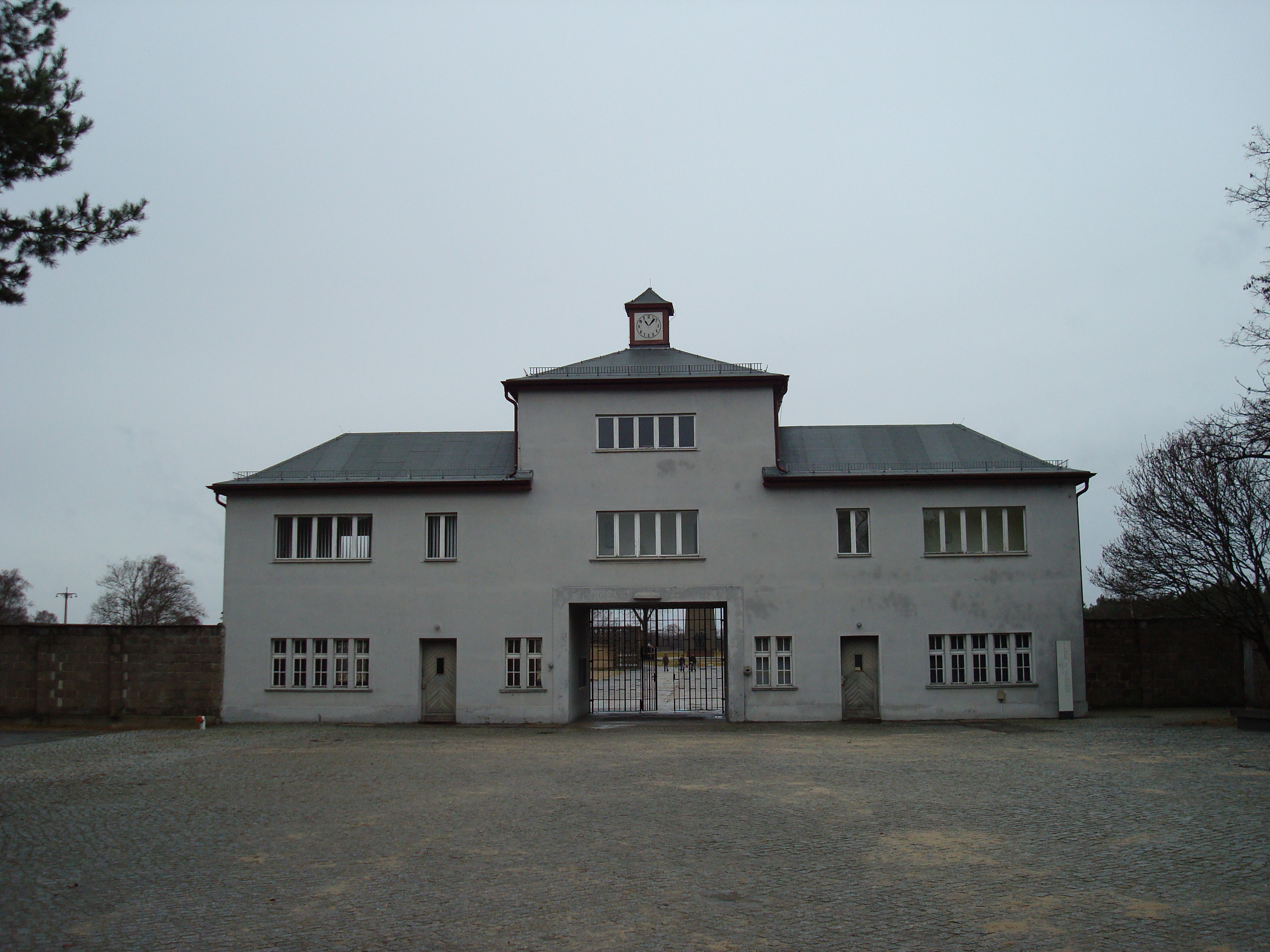
Entrada principal del campo
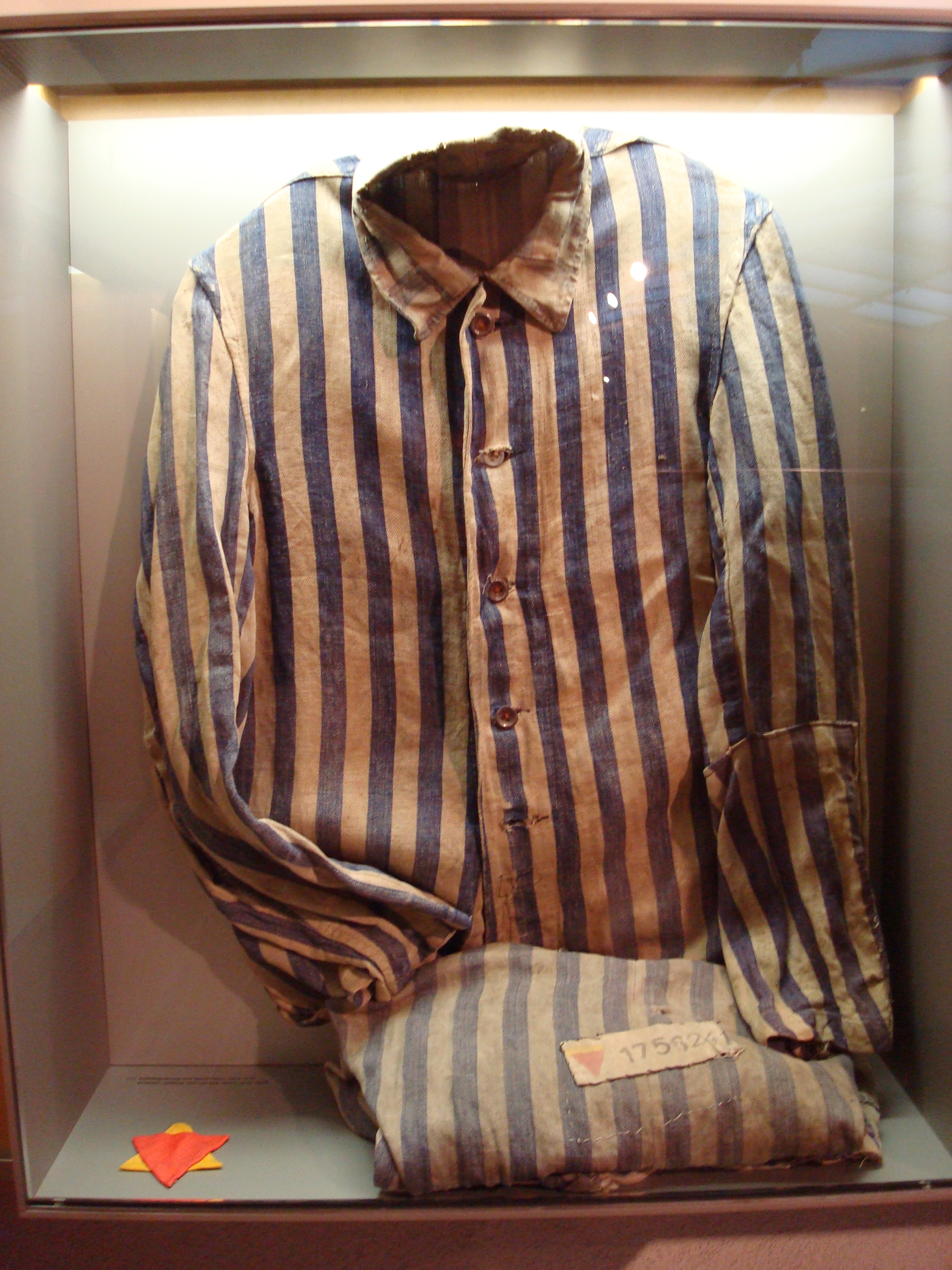
Uniforme de prisionero
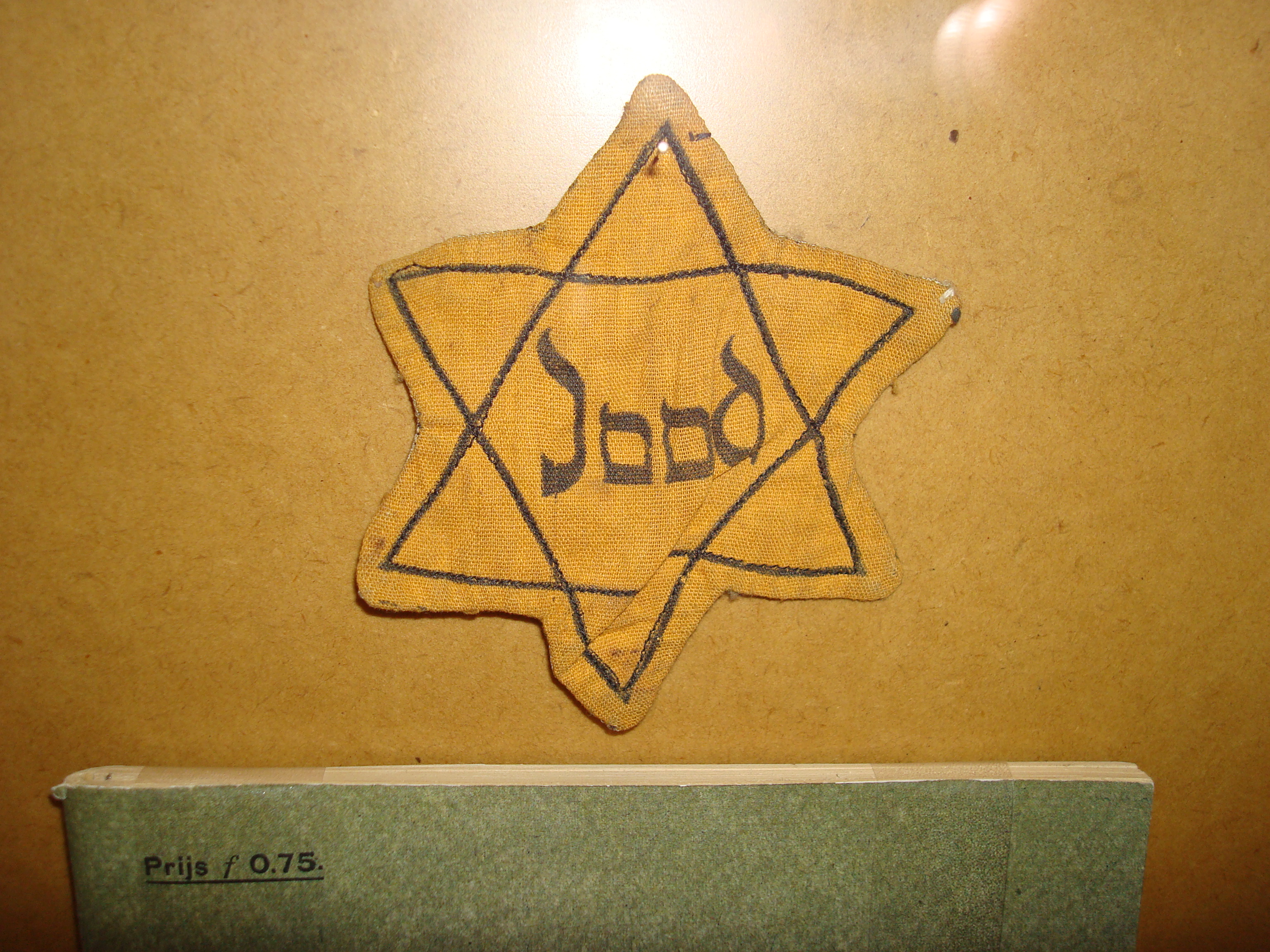
Estrella distintiva para prisioneros judíos
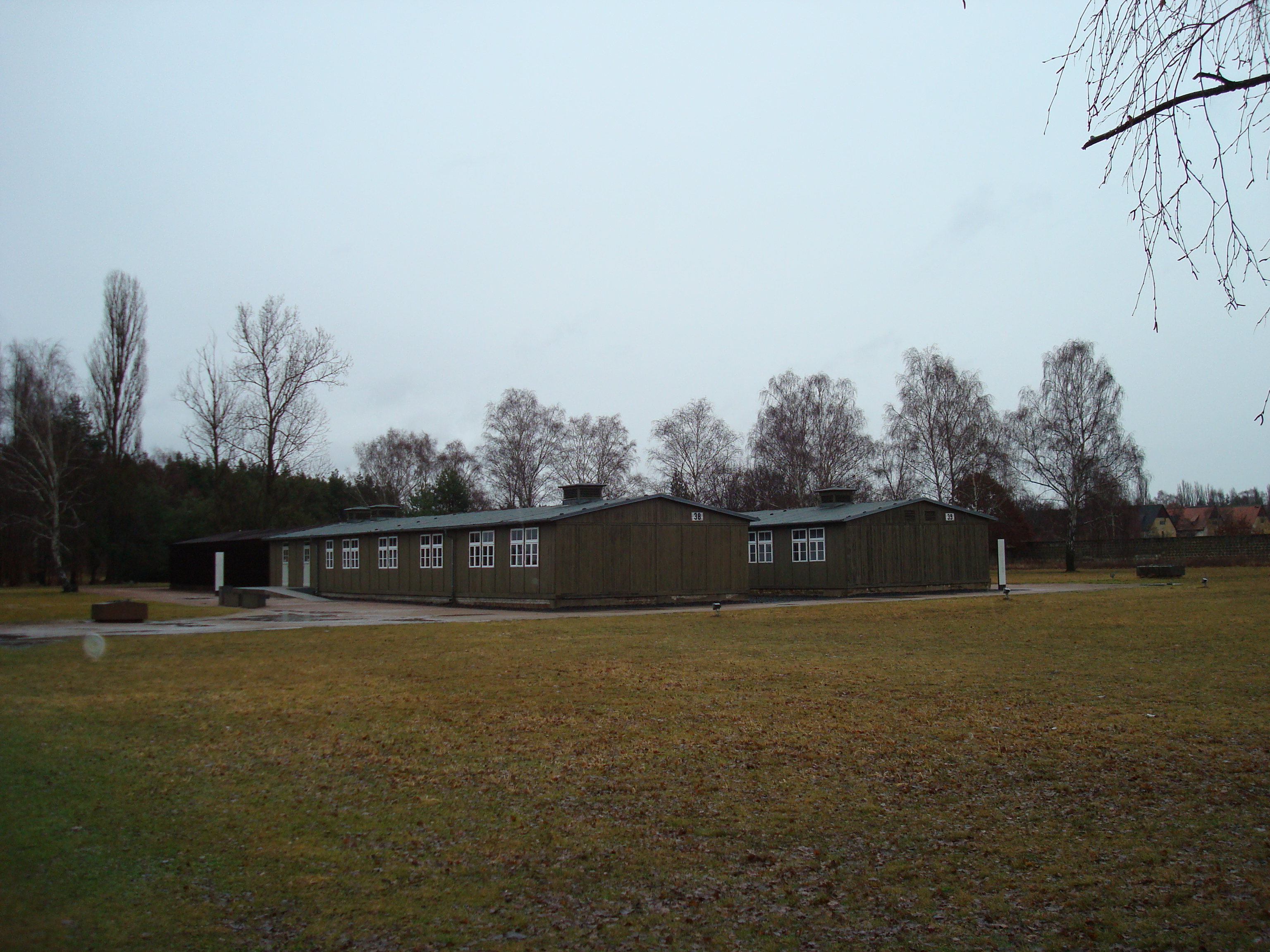
Barracones
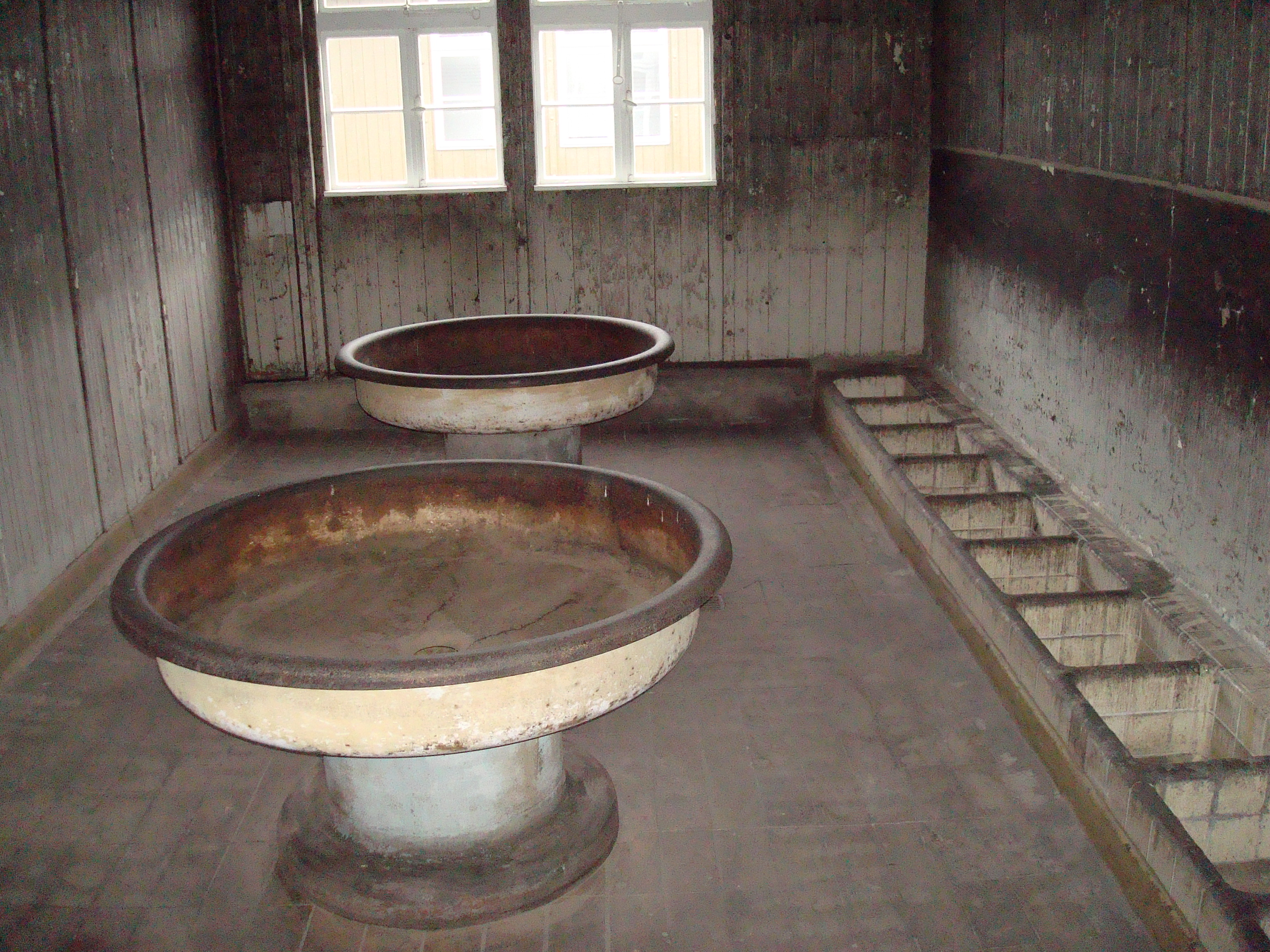
Zona de aseo en un barracón
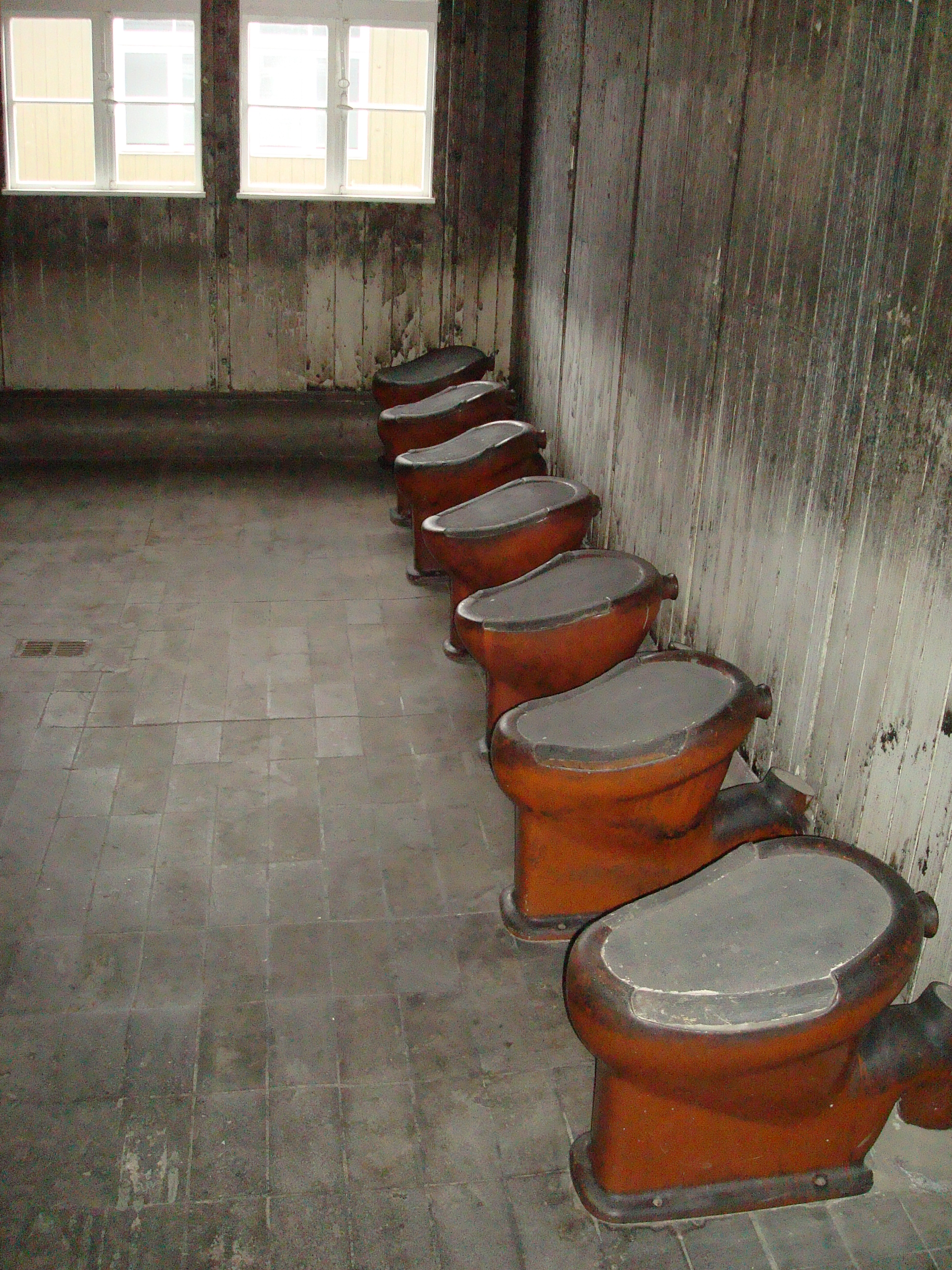
Sanitarios de un barracón
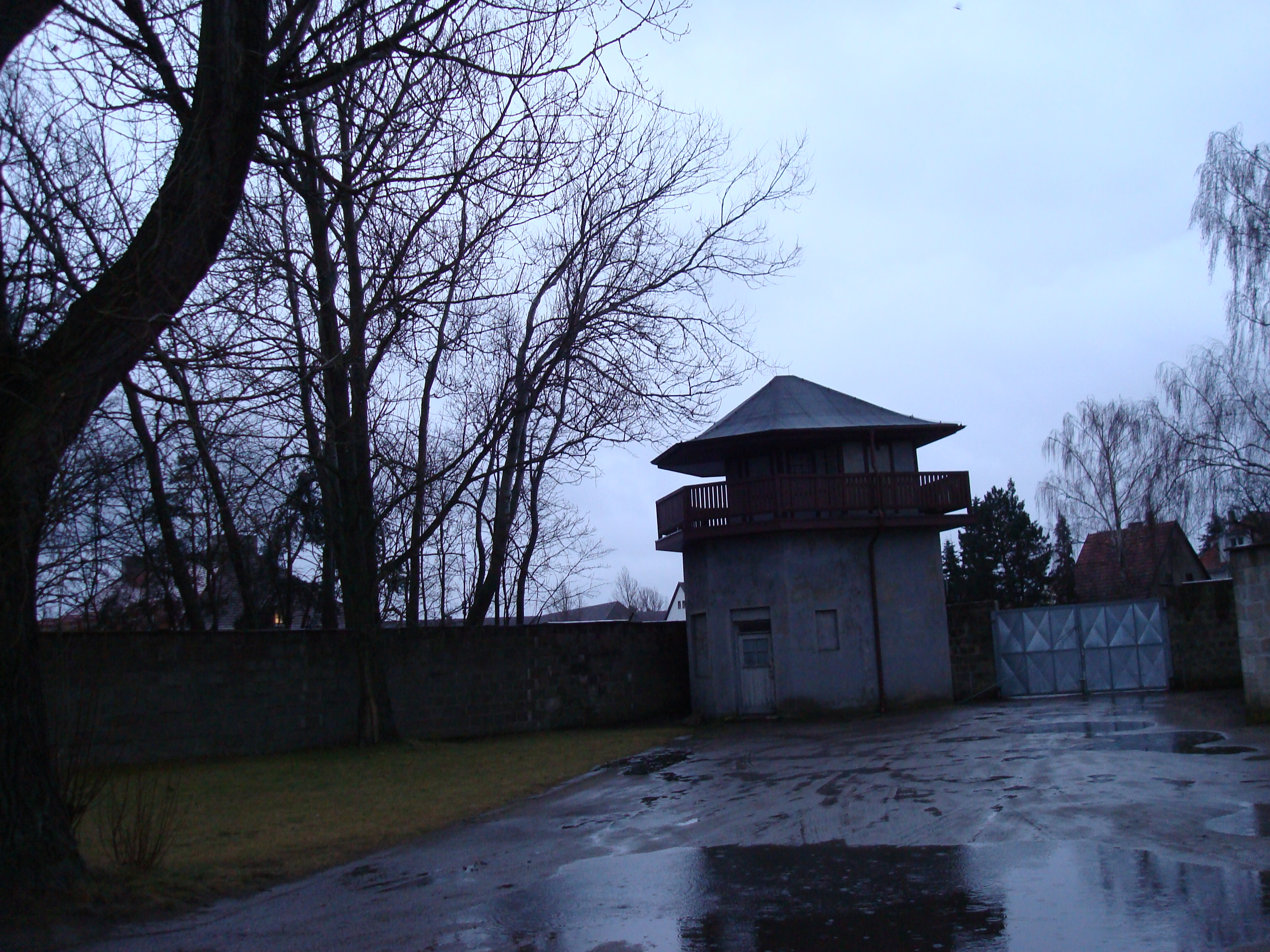
Torre de vigilancia
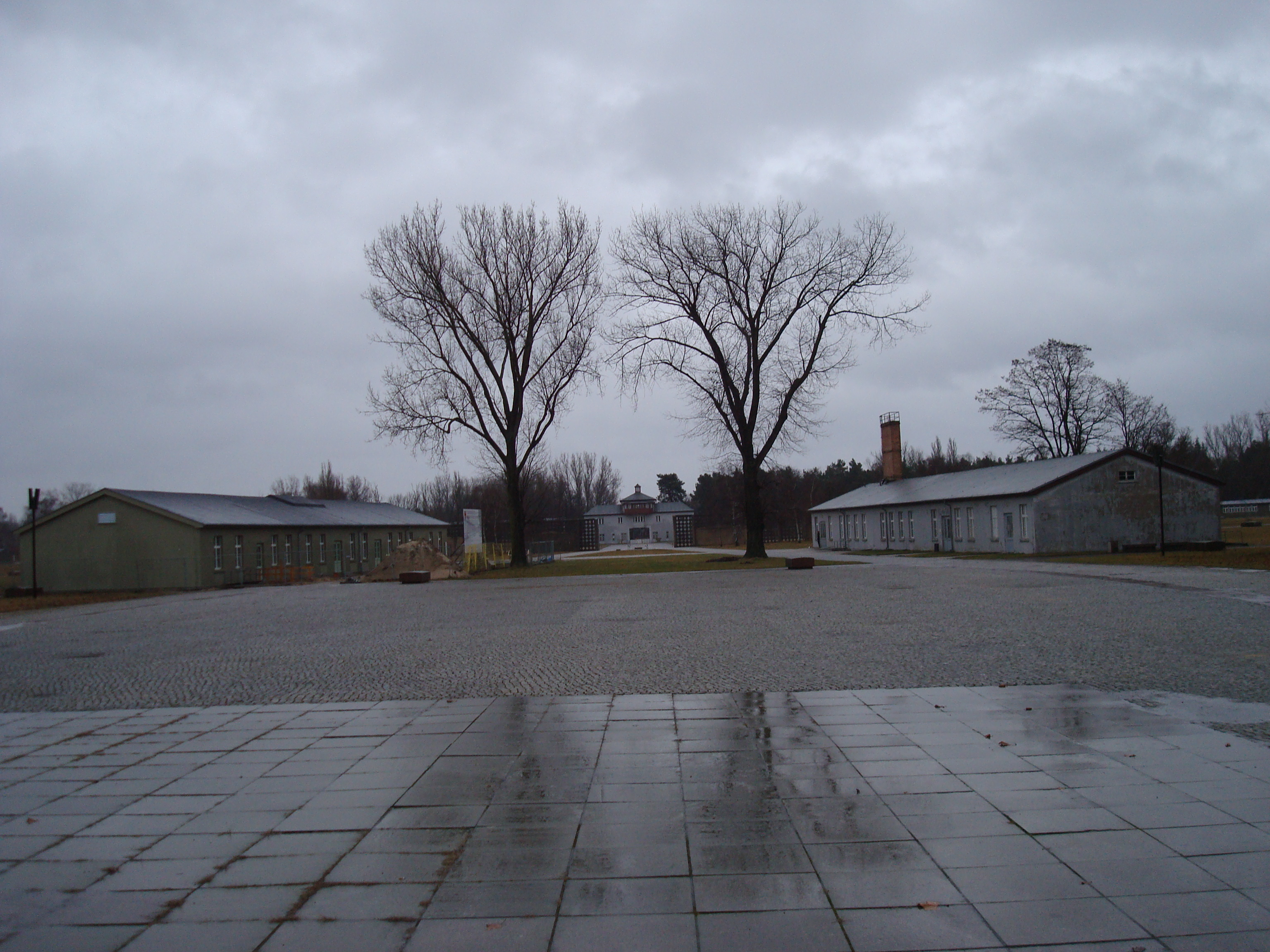
Vista general del campo
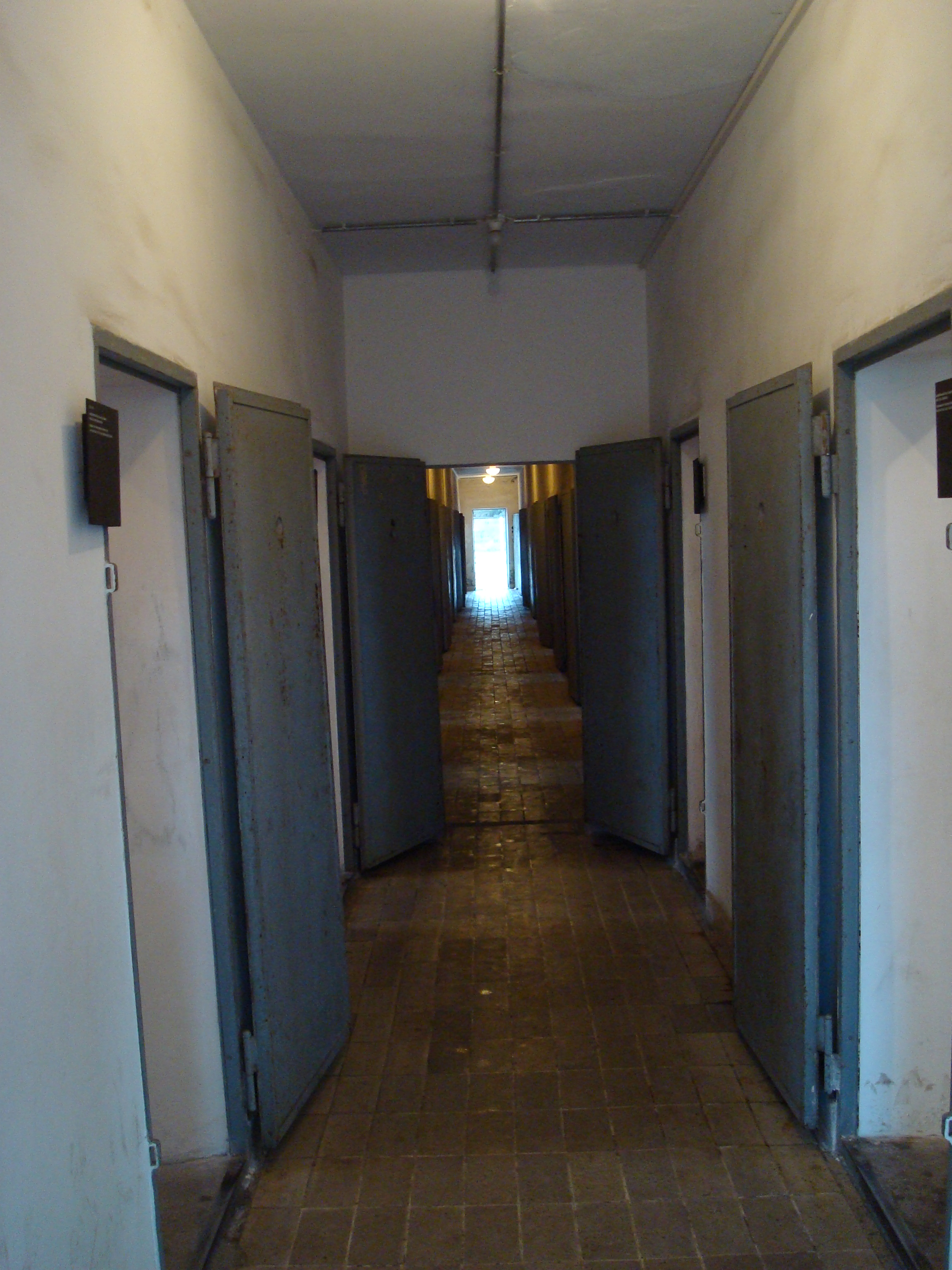
Celdas de castigo
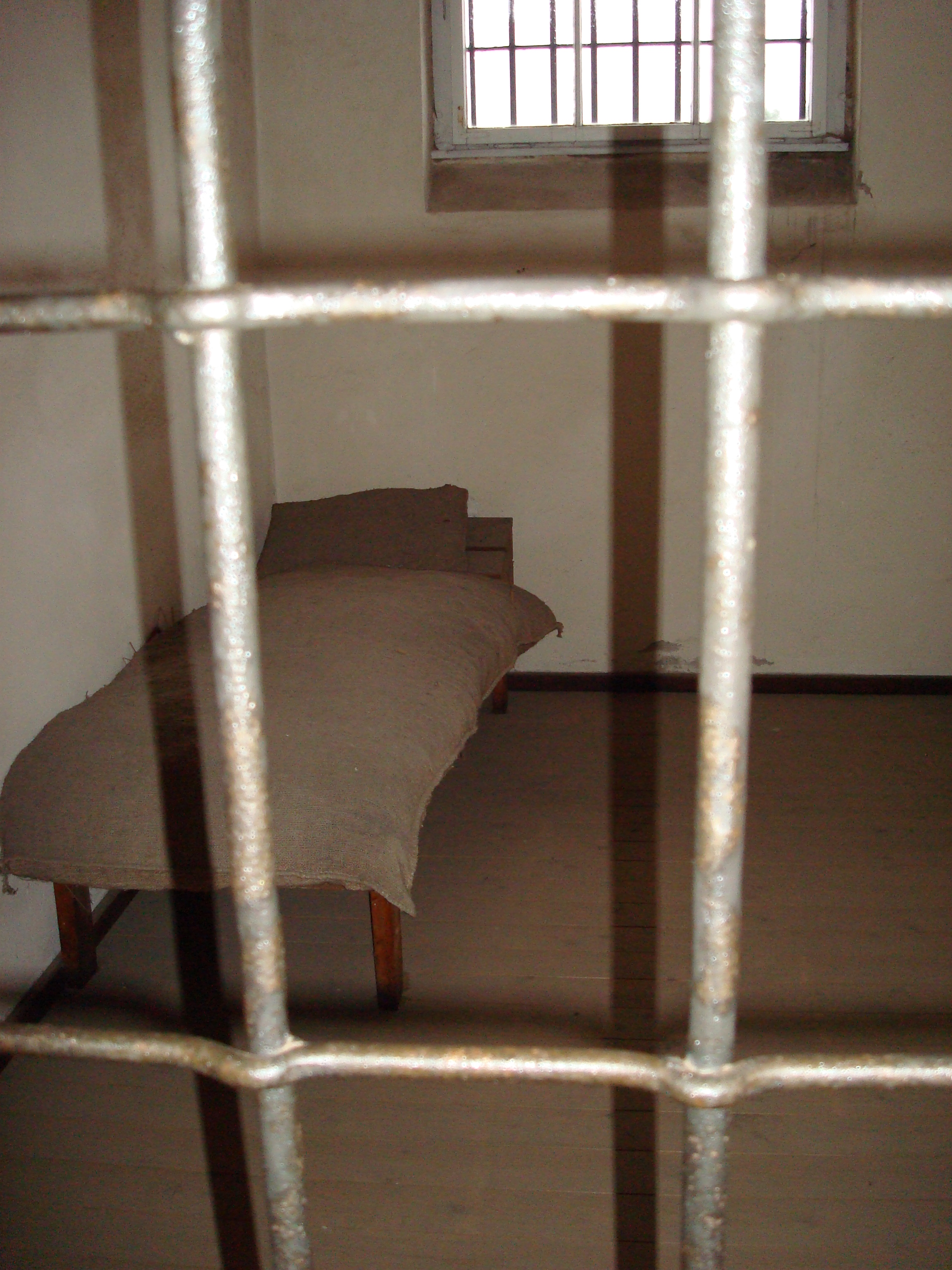
Interior de una celda
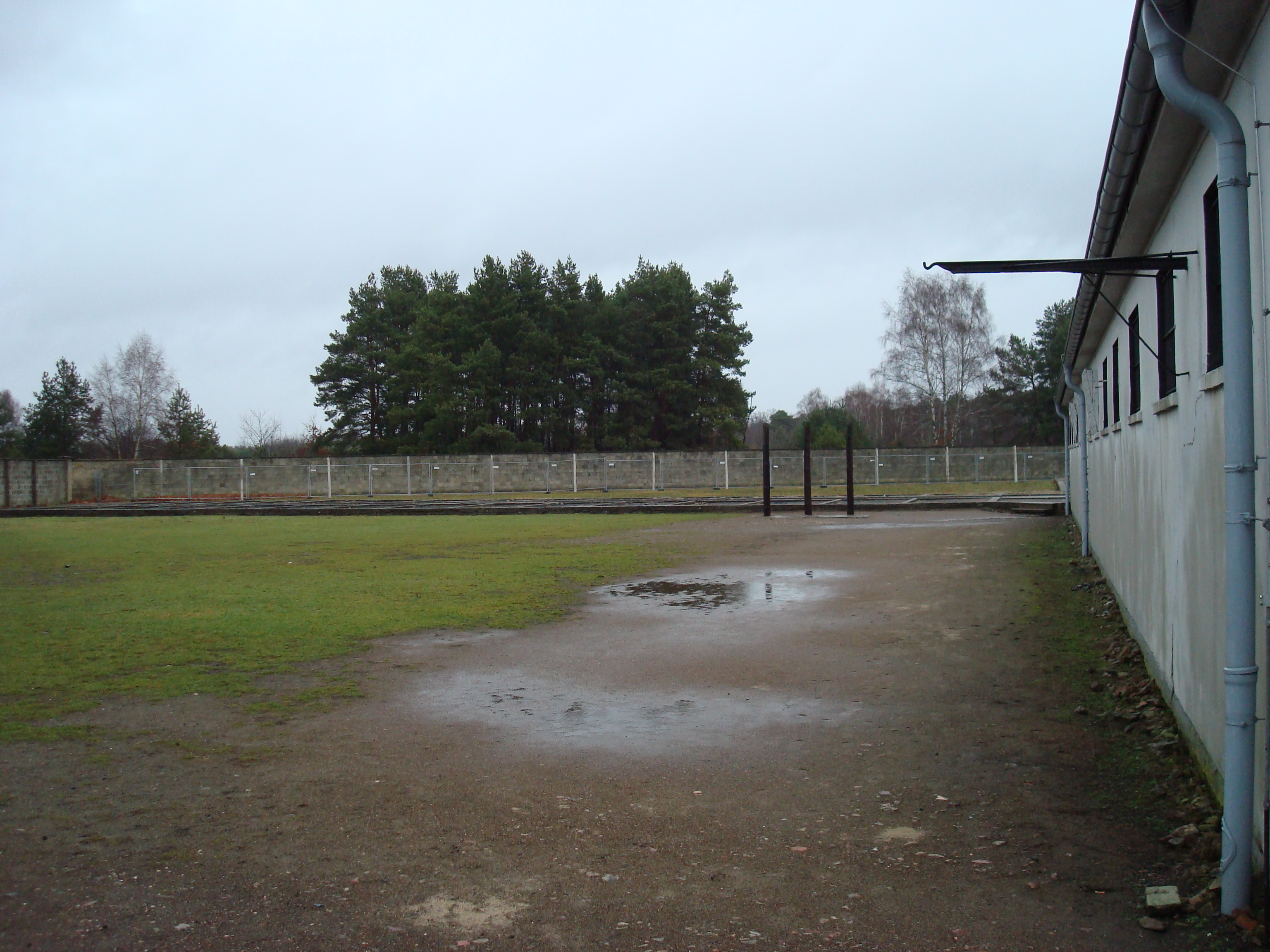
Patio junto a las celdas de castigo
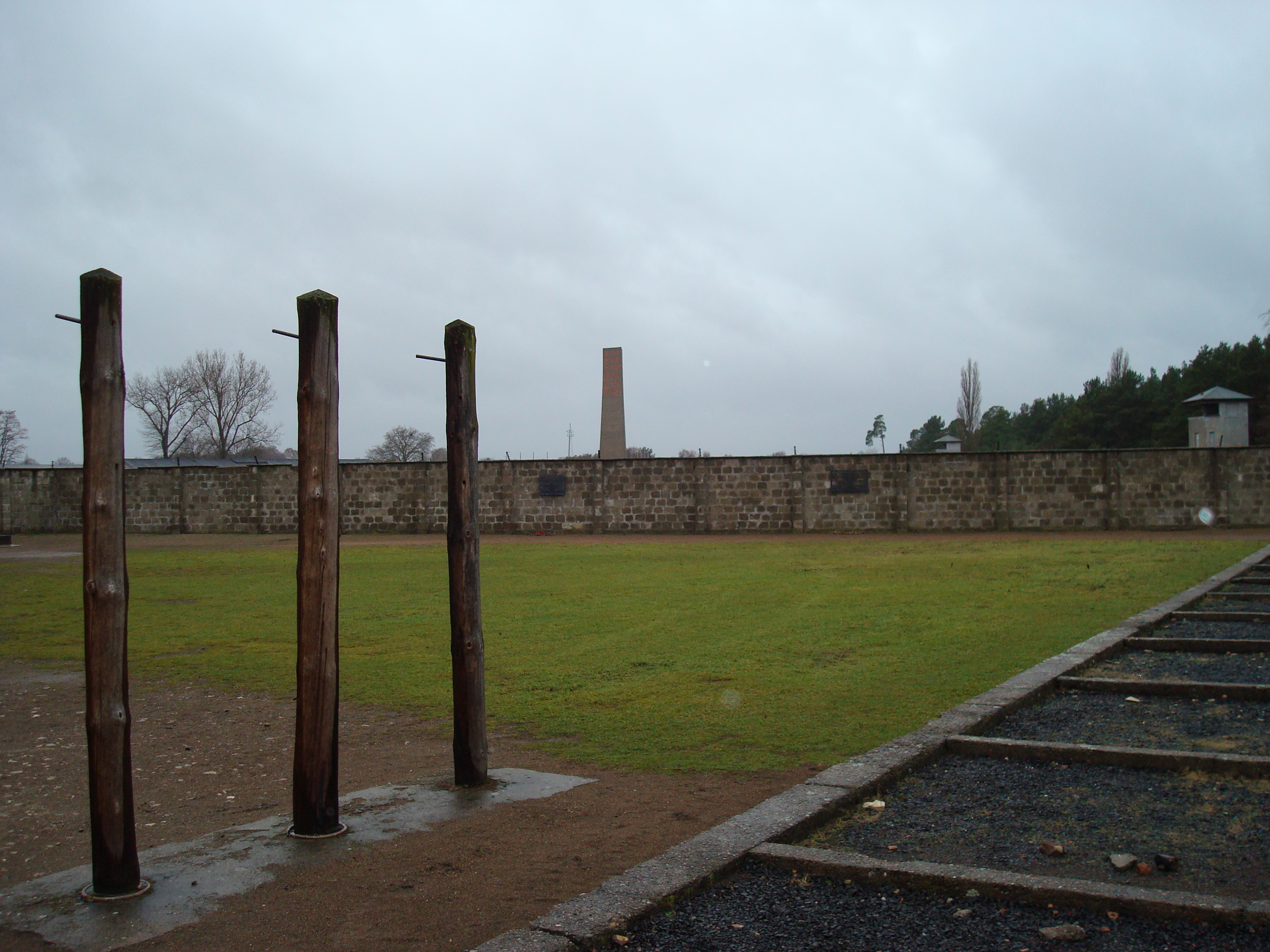
Detalle del patio junto a las celdas de castigo
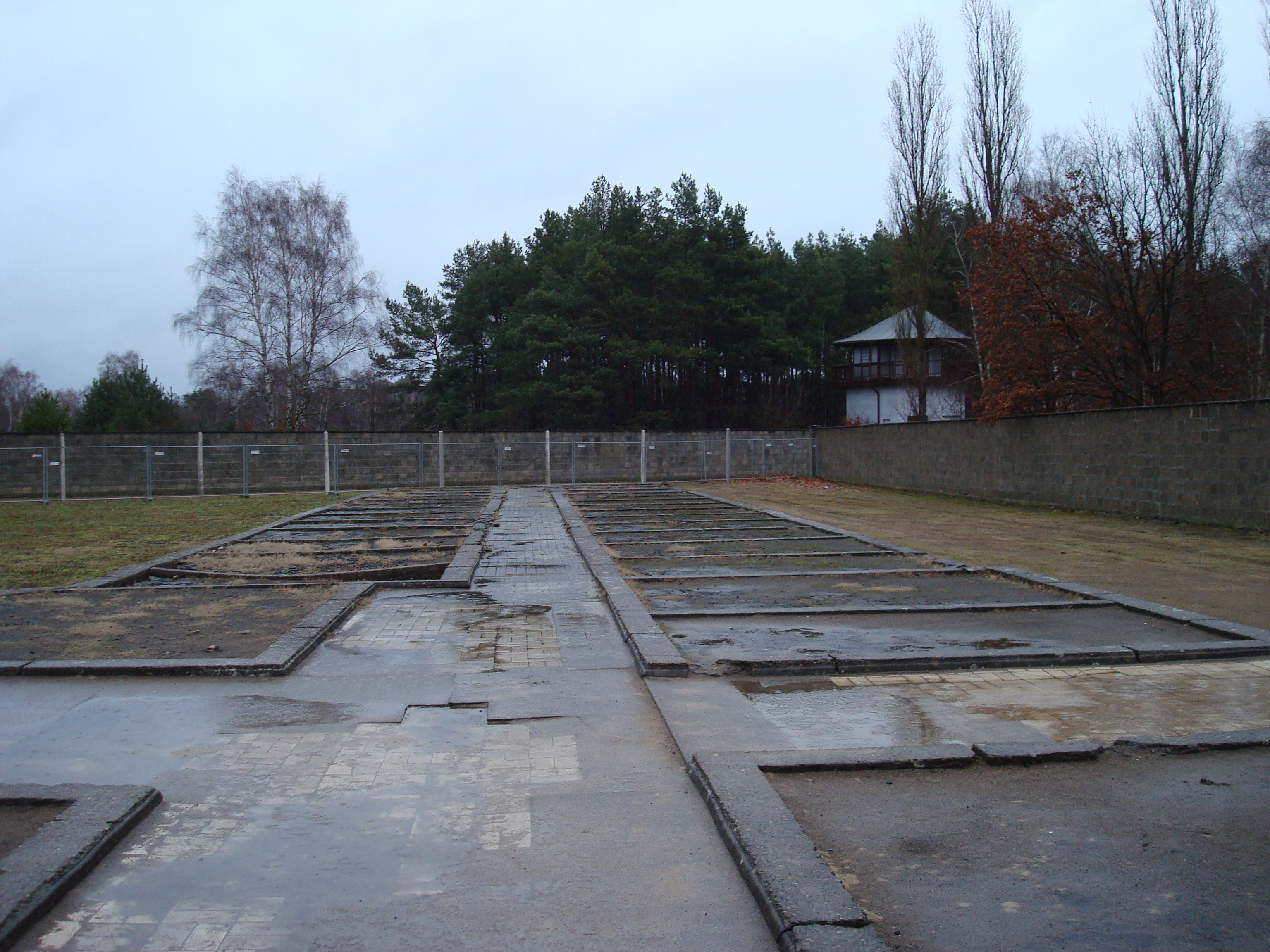
Cimientos de dos alas de la cárcel
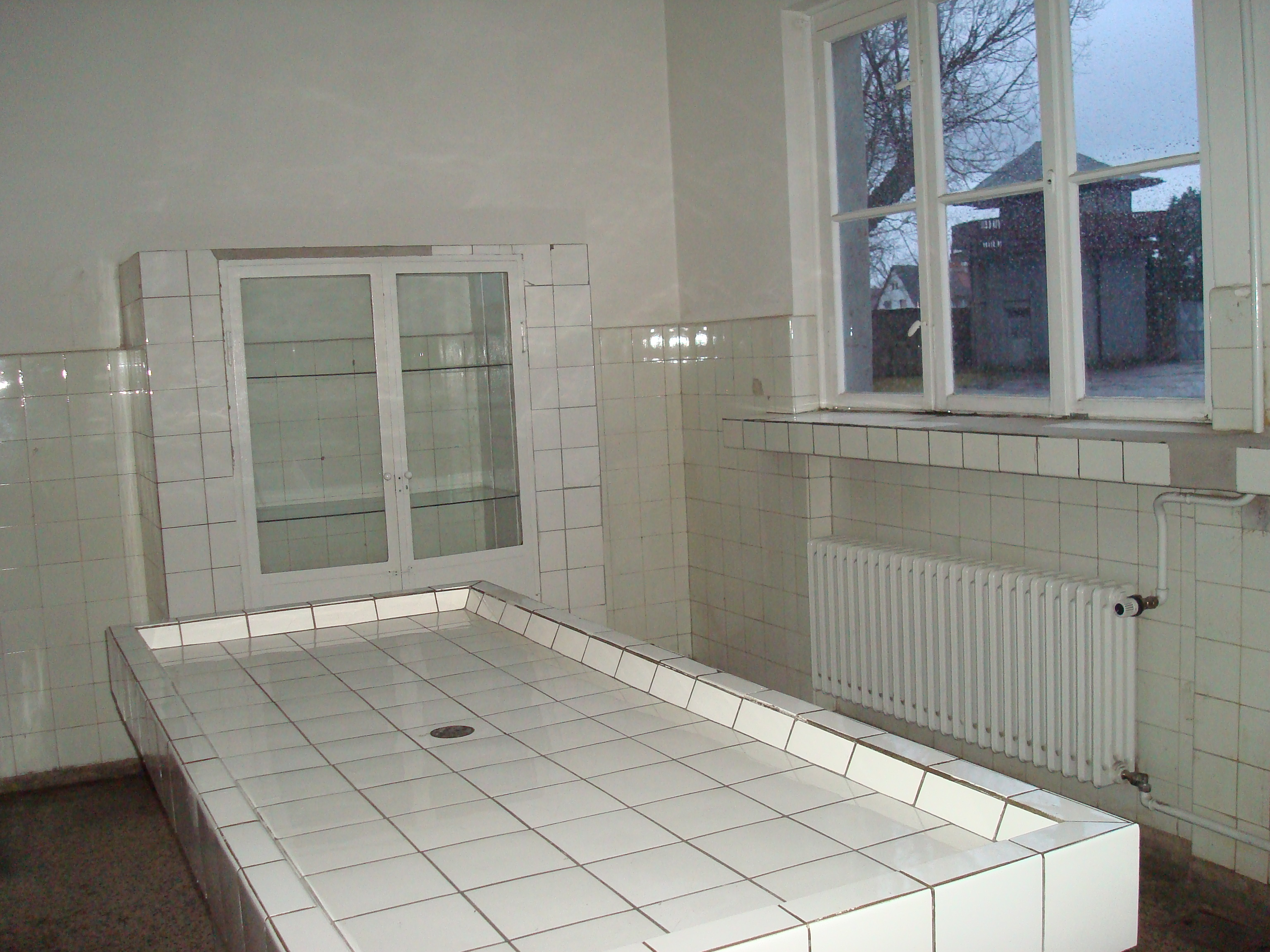
Sala de autopsias y pruebas médicas
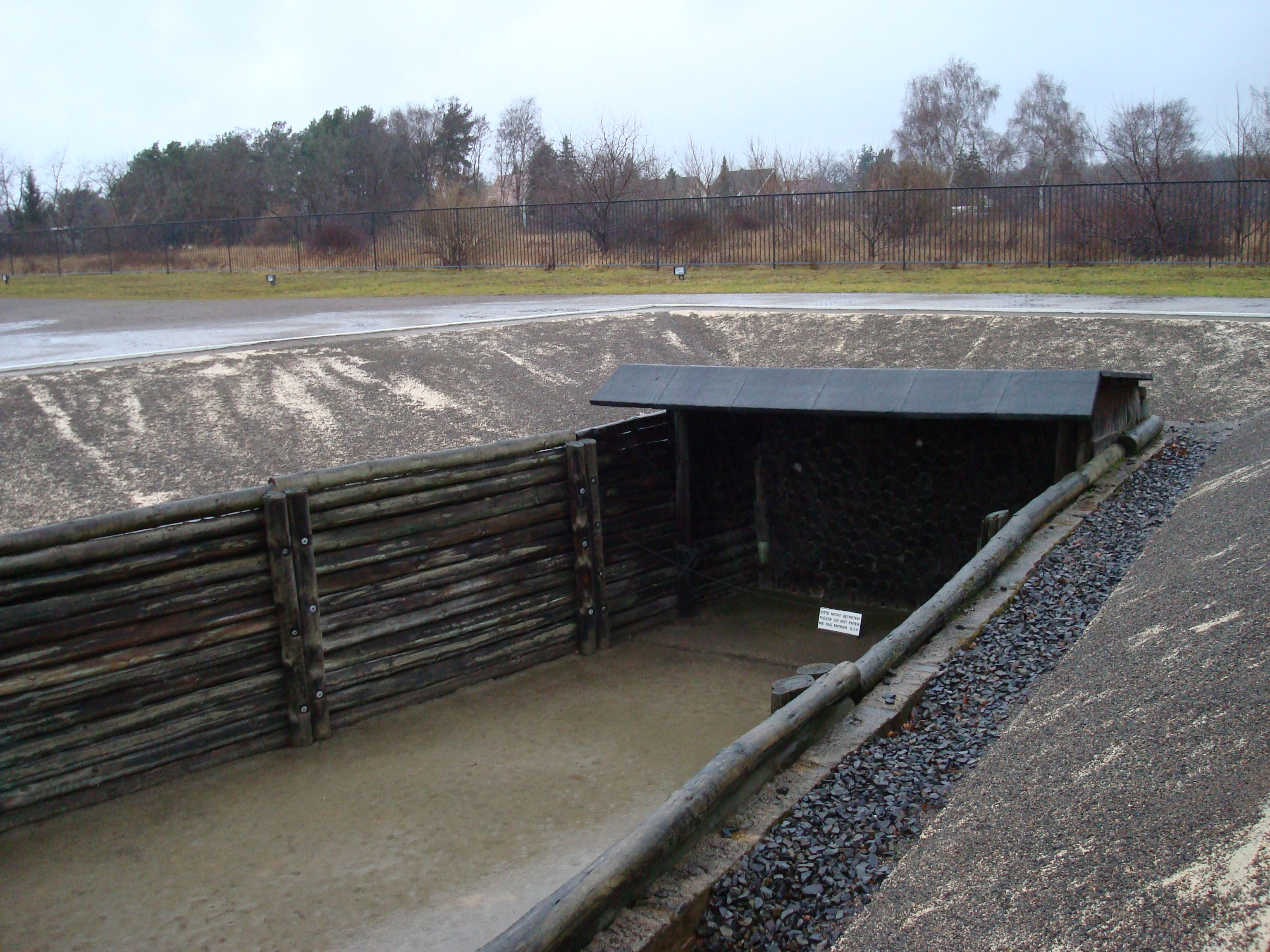
Zona de fusilamientos
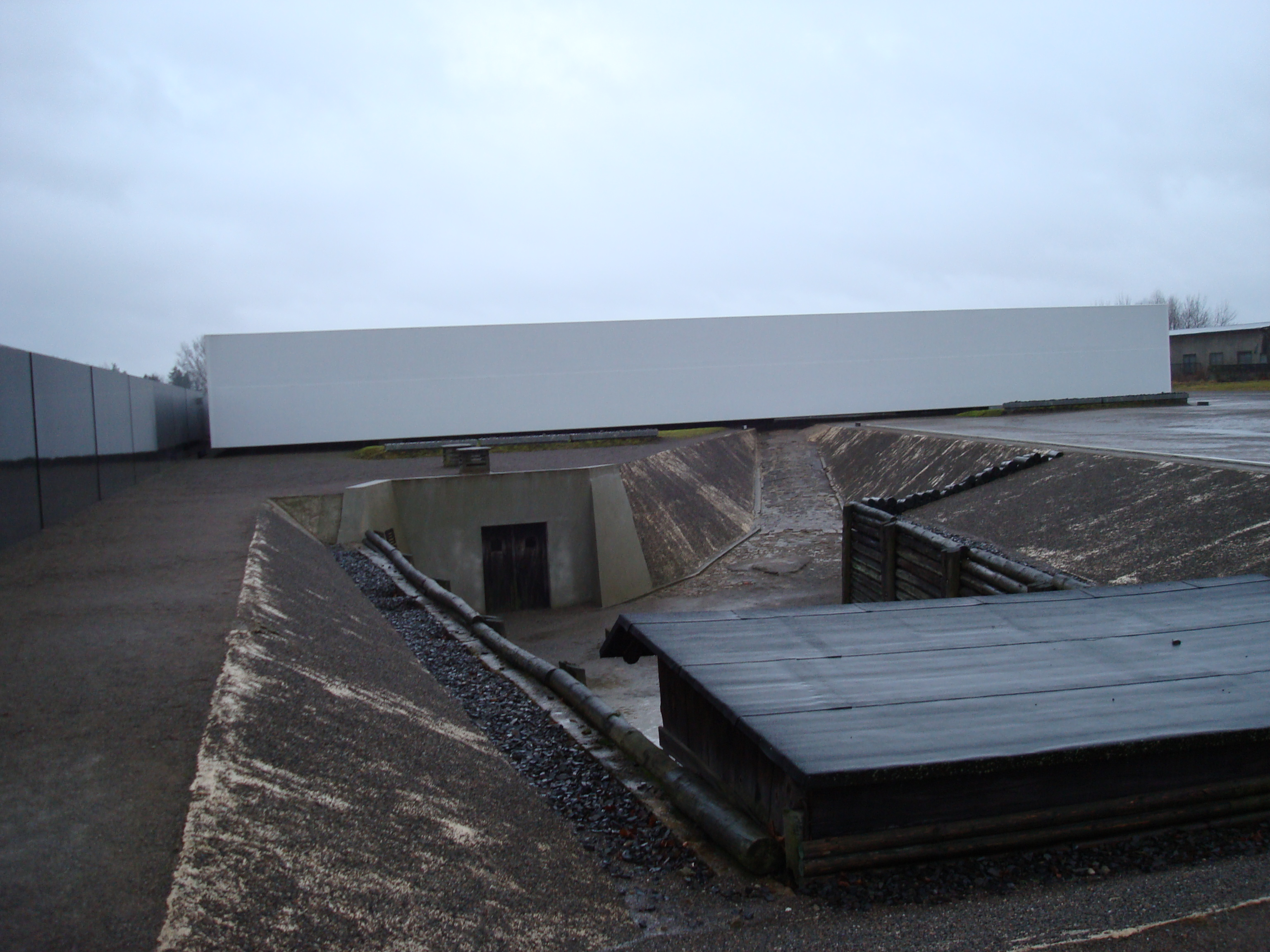
Depósito de cadáveres, zona de fusilamiento y edificio de cámara de gas (ya no existe, edificio blanco)
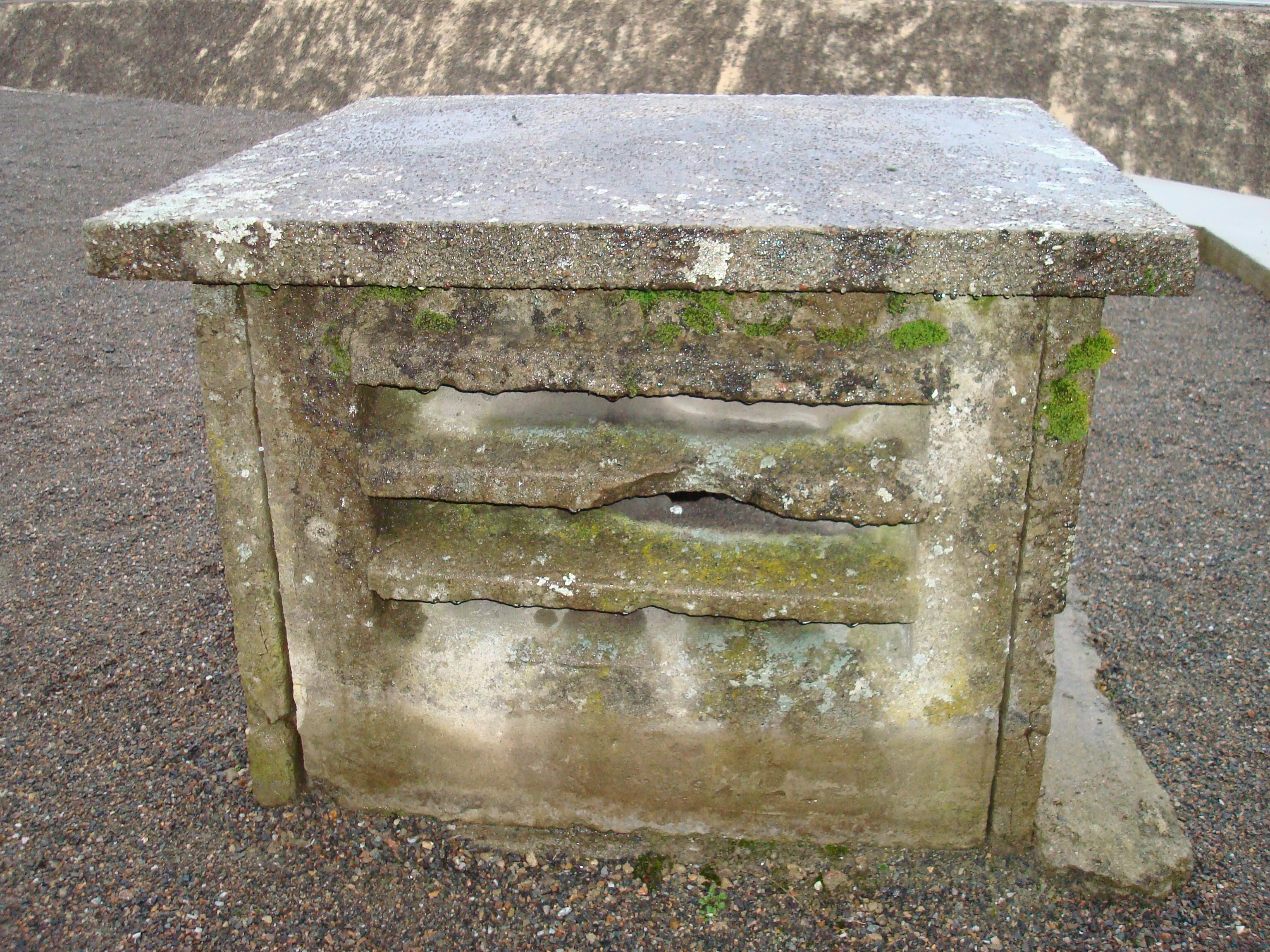
Conducto de ventilación del depósito de cadáveres
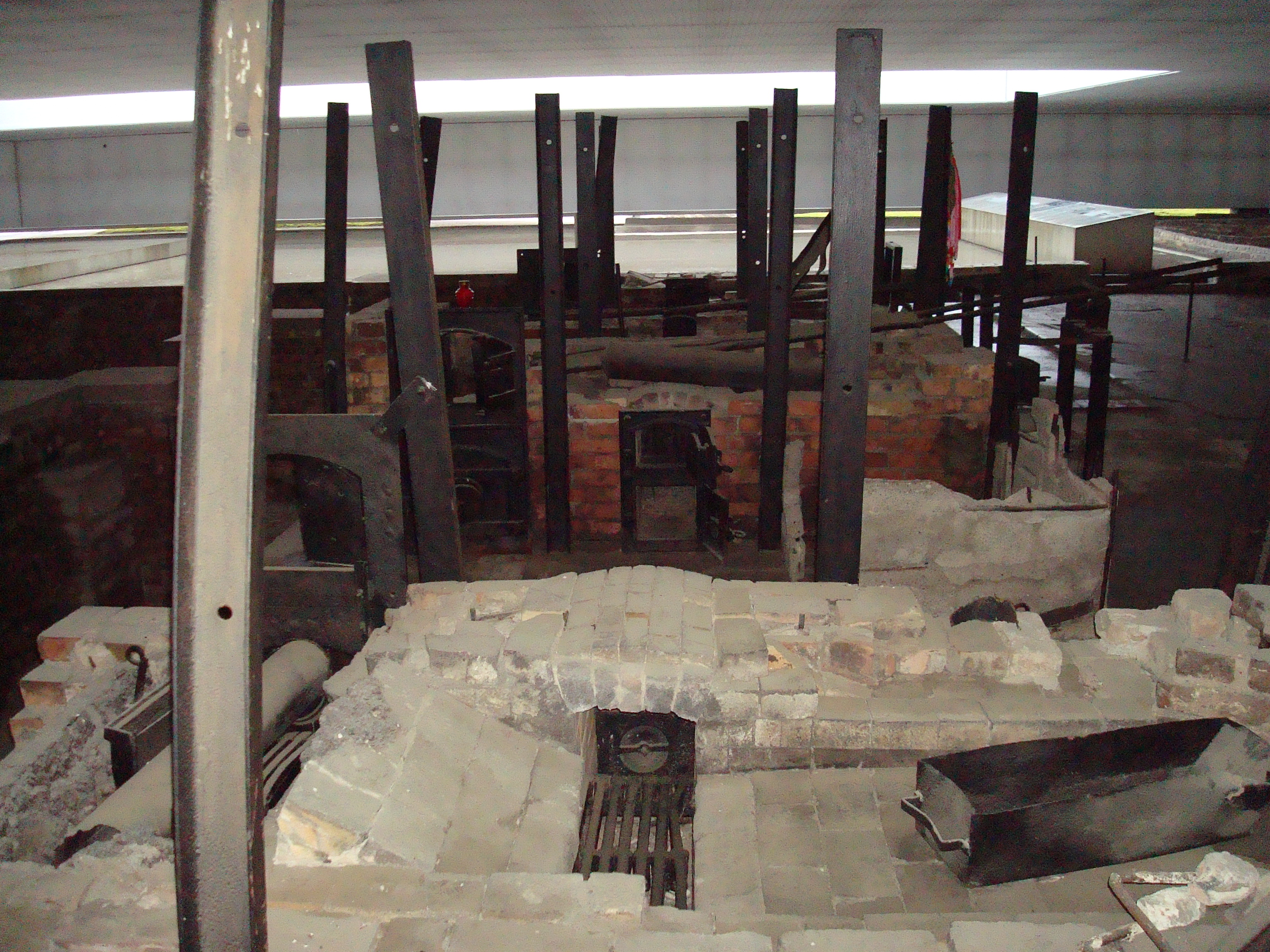
Restos de los hornos crematorios
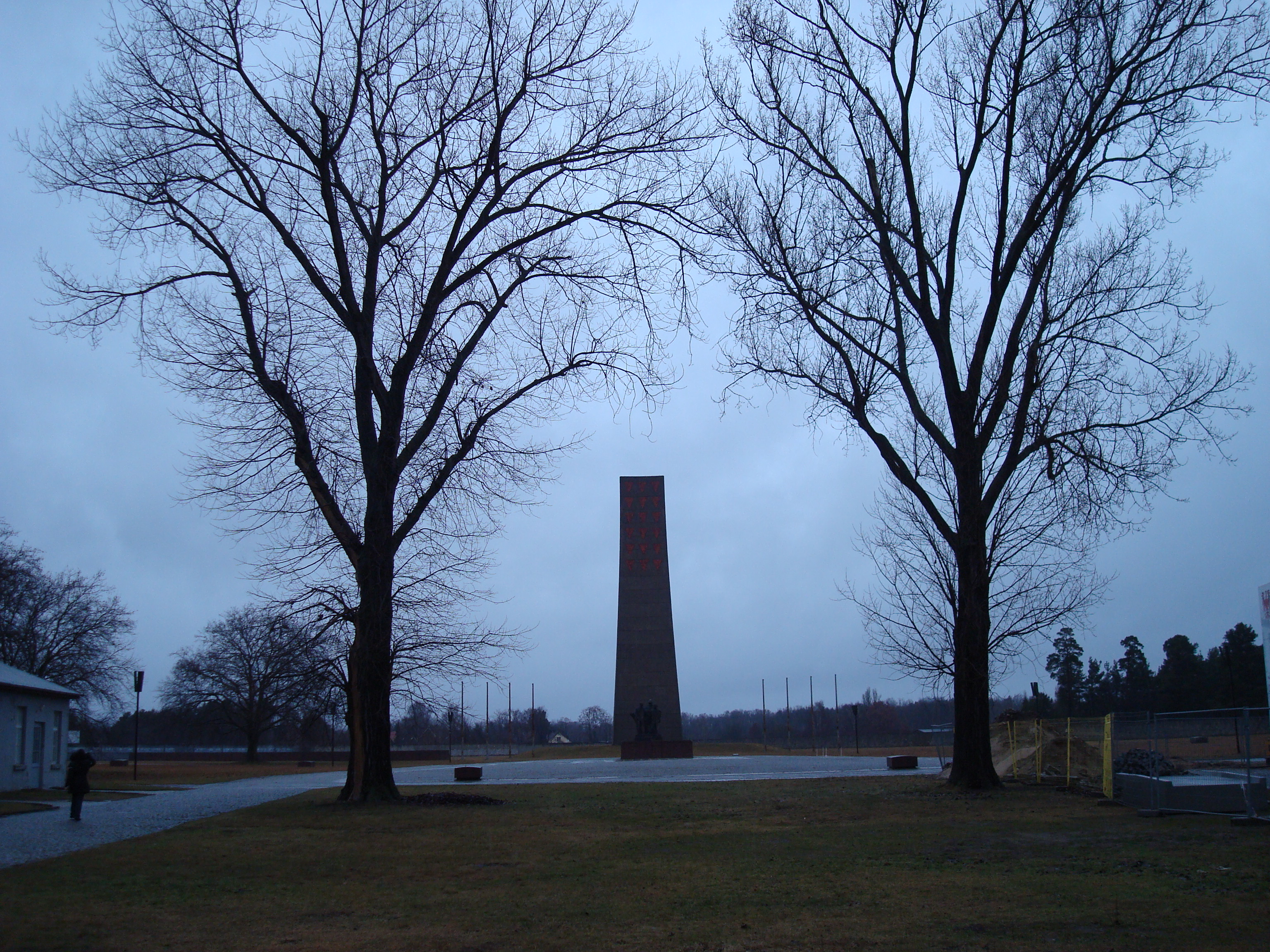
Monumento a las víctimas del campo
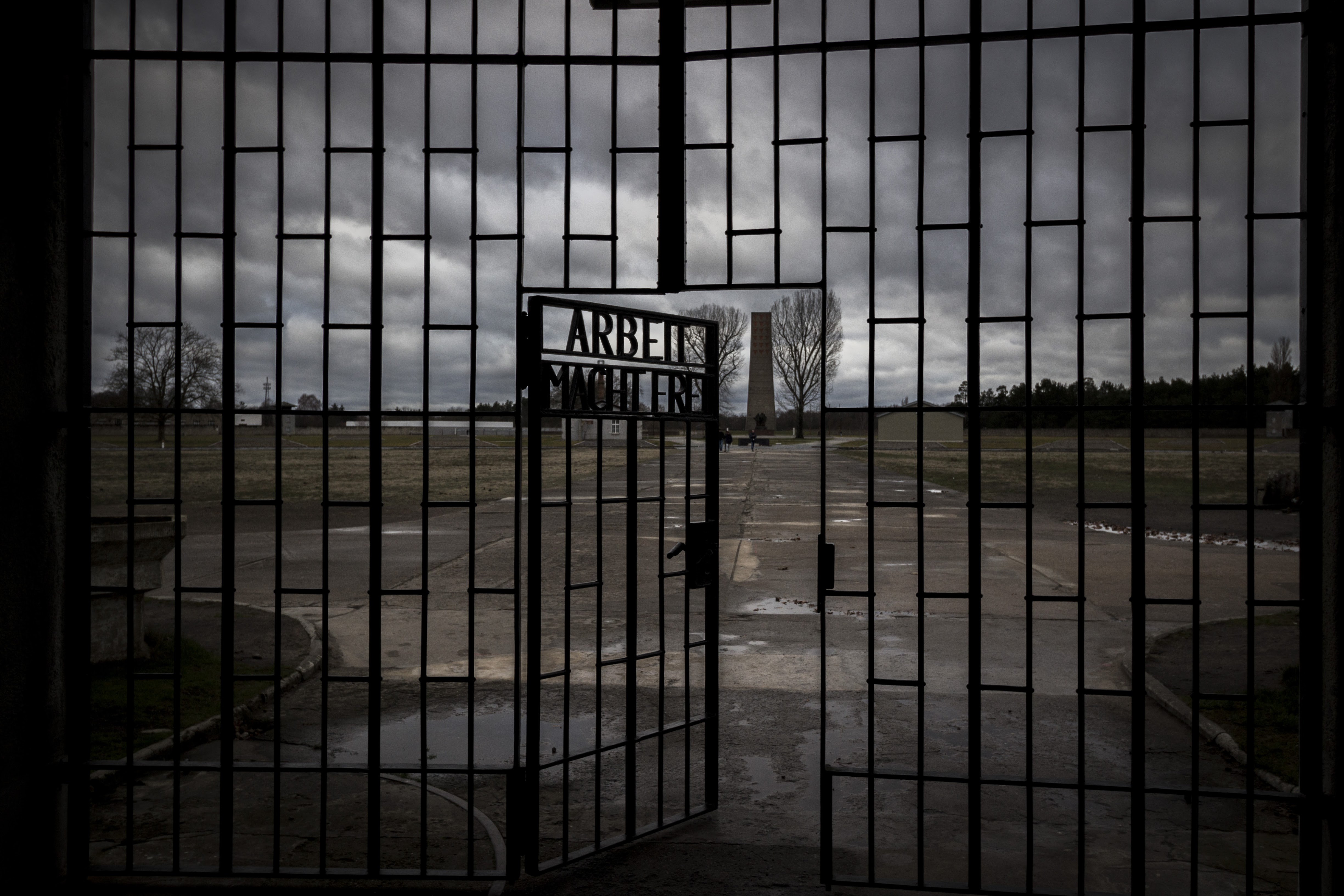
Puerta de entrada al campo